# Correnties d’Enmig
Correnties d'Enmig (en castellà i oficialment, Correntías Medias) és una pedania de la localitat valenciana d'Oriola a la comarca del Baix Segura, que té 1400 habitants. Les poblacions més properes a Correnties d'Enmig són Bigastre i Oriola que està a 4 km d'altitud.